# 宮川勝利

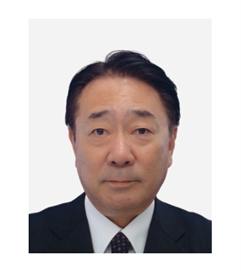
外務省より公表された公式肖像画像

宮川 勝利（みやかわ かつとし、1962年〈昭和37年〉8月18日 - ）は、東京都出身の日本の外交官。
在シドニー総領事館領事、在スラバヤ総領事館領事兼在マカッサル領事事務所長、アジア太平洋局南部アジア部南東アジア第二課地域調整官などを経て、令和6年3月から、在デンパサール日本国総領事館総領事を務める。

## 略歴
- 1985年　外務省専門職員採用試験合格
- 1986年4月　外務省入省
- 1997年8月　経済協力局無償資金協力課
- 2000年8月　早稲田大学大学院社会科学研究科修了
- 2001年4月　経済協力局無償資金協力課 課長補佐
- 2001年4月　財務省国際局開発金融課 専門官
- 2001年7月　国際局地域協力課 専門官
- 2002年8月　外務省在メダン日本国総領事館 領事
- 2005年1月　在インドネシア日本国大使館 一等書記官
- 2008年10月　在オーストラリア日本国大使館 一等書記官
- 2011年12月　兼アジア大洋州局南部アジア部南東アジア第二課 課長補佐
- 2012年3月　アジア大洋州局南部アジア部南東アジア第二課 課長補佐
- 2012年9月　経済局経済連携課アジア太平洋経済協力室 課長補佐
- 2012年10月　経済局経済連携課アジア太平洋経済協力室 首席事務官
- 2014年8月　在シドニー日本国総領事館 領事
- 2017年4月　在スラバヤ日本国総領事館 領事（兼在マカッサル領事事務所長[2]）
- 2021年4月　アジア大洋州局南部アジア部南東アジア第二課地域調整官
- 2024年3月　在デンパサール日本国総領事館 総領事